# 온승훈
온승훈(溫承勳, 1984년 4월 27일 ~ )은 대한민국 출신의 아마 바둑 기사이다.

## 약력
- 2004년 : 목석배 우승, 제1회 영주시 소백산배 우승
- 2005년 : 제32회 학초배 우승, 서울시장배 우승
- 2006년 : 제11회 삼성화재배 아마바둑선발전 우승
- 2003~2007년 : 제22~26기 KBS 바둑왕전 기록자
- 2012년 3월 17일 : 제17회 LG배 세계기왕전 아마추어 대표 선발